# Wounded Knee
Wounded Knee är en plats i indianreservatet Pine Ridge i South Dakota i USA.
Den 29 december 1890 försökte en grupp på omkring 350 siouxindianer, huvudsakligen kvinnor och barn, fly från reservatet, men hejdades av soldater och fördes tillbaka till Wounded Knee. När de skulle avväpnas uppstod tumult, och soldaterna öppnade eld med gevär och artilleri, varvid 250 indianer och 25 soldater dödades (massakern vid Wounded Knee). Därtill sårades 39 soldater, mestadels av det egna artilleriets eld.
År 1973 inträffade här en annan händelse som ådrog sig omvärldens uppmärksamhet. Under 71 dagar ockuperades byn av 200 medlemmar i American Indian Movement, AIM, och andra indianer som tagit gisslan och krävde vissa förbättringar för indianbefolkningen. Efter 69 dagars belägring gav de upp den 8 maj. De hade då erhållit en del löften från myndigheterna. Under bråket dödades tre personer.